# Chengdu Open 2016 - Qualificazioni singolare
Le qualificazioni del singolare del Chengdu Open 2016 sono state un torneo di tennis preliminare per accedere alla fase finale della manifestazione. I vincitori dell'ultimo turno sono entrati di diritto nel tabellone principale. In caso di ritiro di uno o più giocatori aventi diritto a questi sono subentrati i lucky loser, ossia i giocatori che hanno perso nell'ultimo turno ma che avevano una classifica più alta rispetto agli altri partecipanti che avevano comunque perso nel turno finale.

## Teste di serie
1. Jared Donaldson (primo turno)
2. Radek Štěpánek (qualificato)
3. Vasek Pospisil (ultimo turno)
4. Denis Kudla (qualificato)

1. Gō Soeda (ultimo turno)
2. Michael Berrer (qualificato)
3. Hiroki Moriya (qualificato)
4. Matteo Donati (ultimo turno)

## Qualificati
1. Hiroki Moriya
2. Radek Štěpánek

1. Michael Berrer
2. Denis Kudla

## Tabellone

### Legenda
| - Q = Qualificato - WC = Wild card - LL = Lucky loser | - ALT = Alternate - SE = Special Exempt - PR = Protected Ranking | - w/o = Walkover - r = Ritirato - d = Squalificato |

### Sezione 1
|  | Primo turno | Primo turno       | Primo turno       | Primo turno | Primo turno |  |  | Ultimo turno | Ultimo turno      | Ultimo turno | Ultimo turno | Ultimo turno |  |
|  |             |                   |                   |             |             |  |  |              |                   |              |              |              |  |
|  | 1           | Jared Donaldson   | Jared Donaldson   | 5           | 4           |  |  |              |                   |              |              |              |  |
|  |             | Marinko Matosevic | Marinko Matosevic | 7           | 6           |  |  |              | Marinko Matosevic | 6            | 6            | 3            |  |
|  |             | Shuichi Sekiguchi | 6                 | 3           | 5           |  |  | 7            | Hiroki Moriya     | 2            | 7            | 6            |  |
|  | 7           | Hiroki Moriya     | 4                 | 6           | 7           |  |  |              |                   |              |              |              |  |

### Sezione 2
|  | Primo turno | Primo turno    | Primo turno    | Primo turno | Primo turno |  |  | Ultimo turno | Ultimo turno   | Ultimo turno   | Ultimo turno | Ultimo turno |  |
|  |             |                |                |             |             |  |  |              |                |                |              |              |  |
|  | 2           | Radek Štěpánek | Radek Štěpánek | 7           | 6           |  |  |              |                |                |              |              |  |
|  |             | Takuto Niki    | Takuto Niki    | 64          | 2           |  |  | 2            | Radek Štěpánek | Radek Štěpánek | 6            | 7            |  |
|  | WC          | Wang Chuhan    | Wang Chuhan    | 4           | 2           |  |  | 5            | Gō Soeda       | Gō Soeda       | 3            | 5            |  |
|  | 5           | Gō Soeda       | Gō Soeda       | 6           | 6           |  |  |              |                |                |              |              |  |

### Sezione 3
|  | Primo turno | Primo turno    | Primo turno    | Primo turno | Primo turno |  |  | Ultimo turno | Ultimo turno   | Ultimo turno | Ultimo turno | Ultimo turno |  |
|  |             |                |                |             |             |  |  |              |                |              |              |              |  |
|  | 3           | Vasek Pospisil | Vasek Pospisil | 6           | 7           |  |  |              |                |              |              |              |  |
|  |             | Kwon Soon-woo  | Kwon Soon-woo  | 1           | 64          |  |  | 3            | Vasek Pospisil | 4            | 6            | 3            |  |
|  |             | Artem Sitak    | 5              | 0           | r           |  |  | 6            | Michael Berrer | 6            | 1            | 6            |  |
|  | 6           | Michael Berrer | 7              | 2           |             |  |  |              |                |              |              |              |  |

### Sezione 4
|  | Primo turno | Primo turno   | Primo turno   | Primo turno | Primo turno |  |  | Ultimo turno | Ultimo turno  | Ultimo turno  | Ultimo turno | Ultimo turno |  |
|  |             |               |               |             |             |  |  |              |               |               |              |              |  |
|  | 4           | Denis Kudla   | Denis Kudla   | 6           | 6           |  |  |              |               |               |              |              |  |
|  | Alt         | Sun Fajing    | Sun Fajing    | 4           | 1           |  |  | 4            | Denis Kudla   | Denis Kudla   | 6            | 6            |  |
|  | WC          | Zhong Suhao   | Zhong Suhao   | 0           | 1           |  |  | 8            | Matteo Donati | Matteo Donati | 1            | 3            |  |
|  | 8           | Matteo Donati | Matteo Donati | 6           | 6           |  |  |              |               |               |              |              |  |